# Théodore de Trivulce
Teodoro Trivulzio, connu en France sous le nom de Théodore de Trivulce (né en 1456 à Milan, et mort en 1532 à Lyon), marquis de Pizzighettone, est un militaire italien de la Renaissance, issu d’une noble famille milanaise, qui prit part aux guerres d'Italie pour le compte de la France, où il finit sa carrière et sa vie en tant que gouverneur de Lyon.

## Biographie
Neveu du maréchal Jean-Jacques de Trivulce (Gian Giacomo Trivulzio), Théodore de Trivulce, commença sa carrière militaire au service du roi de Naples Ferdinand Ier. Il prit part à la guerre d'Italie en étant rallié au roi Louis XII en tant que lieutenant de ses troupes vénitiennes. Il combattit ensuite l’avant-garde de l’armée française à la journée d’Agnadel le 14 mai 1509 avec trente hommes d’armes lombards et soixante archers, et à la bataille de Ravenne en 1512 aux côtés de Gaston de Foix-Nemours.
Il assista le maréchal de Lautrec au siège de Parme en 1526, fut nommé 8e et dernier gouverneur du Milanais en 1525 et l’abandonna après la bataille de Pavie le 24 février 1525. François Ier l’éleva à la dignité de maréchal de France le 23 mars 1526 et le nomma 13e Gouverneur de Gênes en 1527. Il ne put maîtriser la révolte des Génois et fut obligé de se rendre en 1528, faute de vivres. Nommé gouverneur de Lyon en décembre 1526, il mourut en septembre 1532 à Lyon et après des funérailles solennelles, il fut inhumé en l’Église Notre-Dame-de-Confort des Jacobins de la ville,. Son neveu Pomponne de Trivulce prit sa succession.

## Armoiries
| Figure | Blasonnement             |
|        | Pâlé d'or et de sinople. |